# أندرو تراسي
أندرو تراسي (بالإنجليزية: Andrew Tracey)‏ هو عالم موسيقى جنوب أفريقي، ولد في 5 مايو 1936 في ديربان في جنوب أفريقيا.

## وصلات خارجية
- أندرو تراسي على موقع IMDb (الإنجليزية)
- أندرو تراسي على موقع ميوزك برينز (الإنجليزية)
- أندرو تراسي على موقع قاعدة بيانات برودواي على الإنترنت (الإنجليزية)
- أندرو تراسي على موقع ديسكوغز (الإنجليزية)